# Patto a tre
Patto a tre (Marriage on the Rocks) è un film del 1965 diretto da Jack Donohue.

## Trama
Dan e Valerie Edwards vanno in vacanza per salvare la loro relazione, ma l'intervento dell'avvocato Santos provoca il divorzio e una seconda unione per Valerie con l'amico Ernie Brewer.